# Chiesa di San Francesco (Meldola)
La chiesa di San Francesco a Meldola è una chiesa della città inserita all'interno della parrocchia della Madonna del Popolo.

## Storia
L'originaria chiesa dedicata al santo di Assisi risaliva al 1249, come indica una lapide presente nel loggiato. Il luogo scelto per la sua edificazione era destinato a essere chiamato in seguito Paradiso, per l'amenità della natura che lo circondava. Di questa prima fase della chiesa restano un crocifisso ligneo del XV secolo, un affresco raffigurante il Beato Andrea da Meldola (1455), la struttura dell'abside, una porzione del coro e parte della facciata, costruita con pietre cotte. Nel 1455 risultano presso la chiesa anche un cimitero, l'orto e il canneto. Nel 1486 viene eretto il campanile.
Alla chiesa era annesso il convento dei Minori conventuali, di cui resta l'antico chiostro cinquecentesco di ordine tuscanico a destra della chiesa, dove si riconoscono alcune testimonianze anche precedenti dell'antica chiesa in strutture ogivali e alcuni frammenti decorativi.
La chiesa viene fortemente rimaneggiata nel 1670, per volere di padre Bartolomeo Mastri, che la vuole ricostruita e rimodernata secondo le forme barocche che tuttora permangono. Nel 1687 viene aggiunto il loggiato, come segnalato dall'iscrizione su uno dei capitelli.
Nel 1806 viene trasferito alla chiesa il titolo parrocchiale della distrutta chiesa di Sant'Andrea. Nel 1870 sono necessari restauri per via di un forte terremoto.
Nel 1929 l'abside viene decorata da Mario Camporesi. La chiesa subisce danni durante la Seconda Guerra Mondiale, in particolare vengono distrutte due arcate del portico, che vengono poi ricostruite. In occasione di tali lavori vengono aggiunte alcune decorazioni nelle volte, realizzate dal bolognese Mario Pesarini.

## Descrizione

### Esterno
La facciata è preceduta da un portico tuscanico secentesco. Di fronte al portico si trova un piazzale che rende la chiesa rientrante rispetto alla strada. La struttura esterna è intonacata e, dopo una fase in cui era dipinta di rosso vivo, è stata riportata a un più sobrio beige. Ha un rosone semplice contornato di bianco.

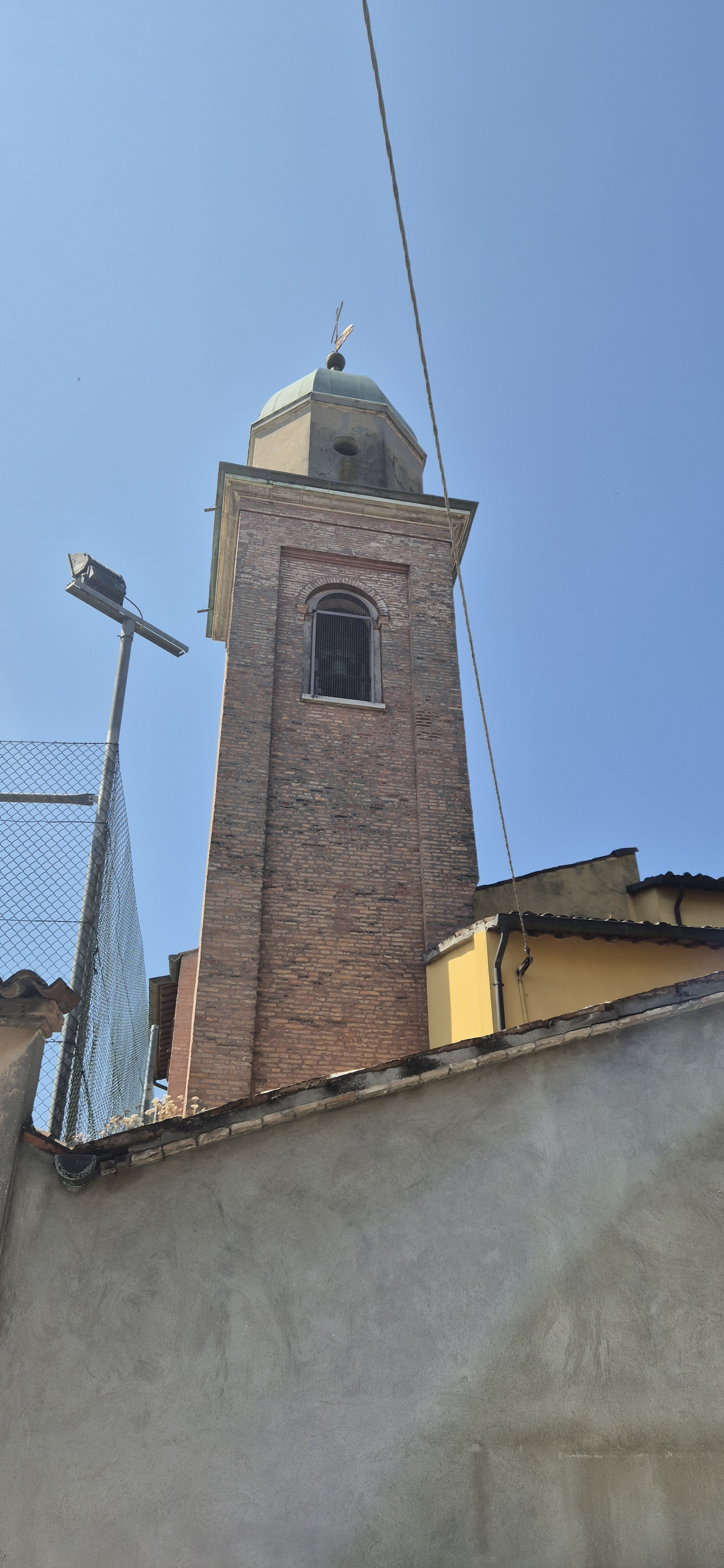
Campanile

Il campanile si trova sul retro e, pur avendo impostazione quattrocentesca, è stato più volte rielaborato. Si presenta quadrato, con una cella con finestra a tutto sesto. Il dato è ottagonale e presenta quattro piccoli oculi e una cupoletta ottagonale in rame.

### Interno

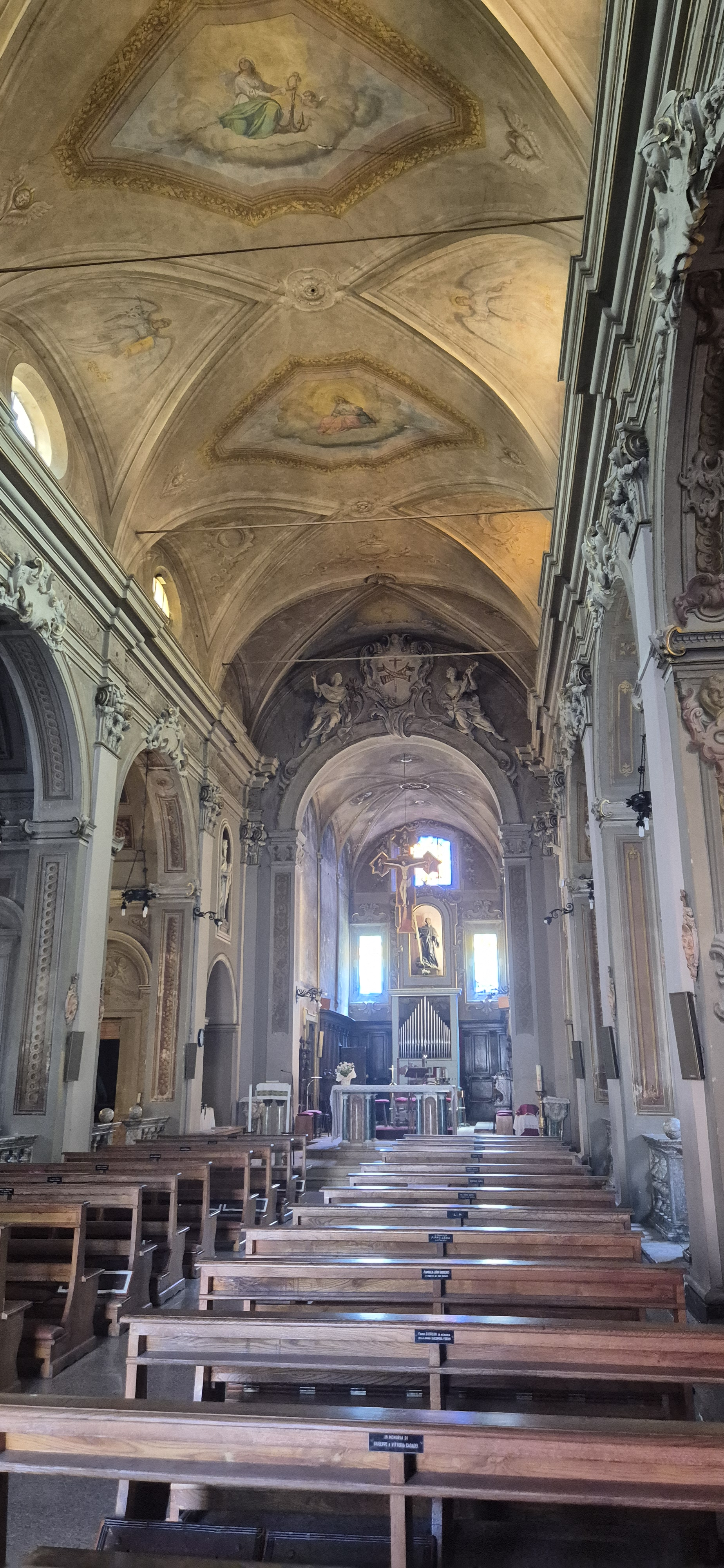
Interno

La pianta è longitudinale a una navata in cui si aprono le cappelle laterali, isolate dal resto della chiesa con balaustre marmoree. Il soffitto presenta decorazioni neobarocche dipinte da Mario Pesarini nel secondo dopoguerra.
Il presbiterio conserva l'impianto della chiesa originale con strutture ogivali e un'abside coperta da volta a ombrello, anche se si notano interventi per renderla più vicina allo stile barocco con cui si è poi impostata l'intera chiesa. Il coro in legno di noce, quattrocentesco, manca della parte centrale che è stata asportata e venduta. La decorazione è stata decorata nel 1929 da Mario Camporesi.
Le cappelle laterali hanno aspetto barocco, conferito dai quadri secenteschi e dalle abbondanti decorazioni in stucco. La prima a destra subito dopo l'ingresso è dedicata alla Madonna del Fuoco e reca una pala d'altare con la Madonna del Fuoco con San Michele Arcangelo e Santa Rosa e due tele laterali che raffigurano i Santi Mercuriale e Francesco di Paola e i Santi Francesco di Sales e Antonio da Padova. Sono tutte e tre opere di Giuseppe Marchetti. Nella seconda cappella si trova una pala raffigurante l'Educazione di Maria Vergine con Santa Chiara, un santo vescovo e un santo francescano, opera di Matteo Ronconi, pittore meldolese del XVIII secolo. La finta architettura dipinta è invece opera del ravennate Domenico Barbiani. La cappella successiva è dedicata a Sant'Antonio da Padova e contiene una statua del santo inserita in una struttura dorata. L'ultima cappella di destra è dedicata a Sant'Andrea, con pala d'altare di scuola bolognese raffigurante il santo.

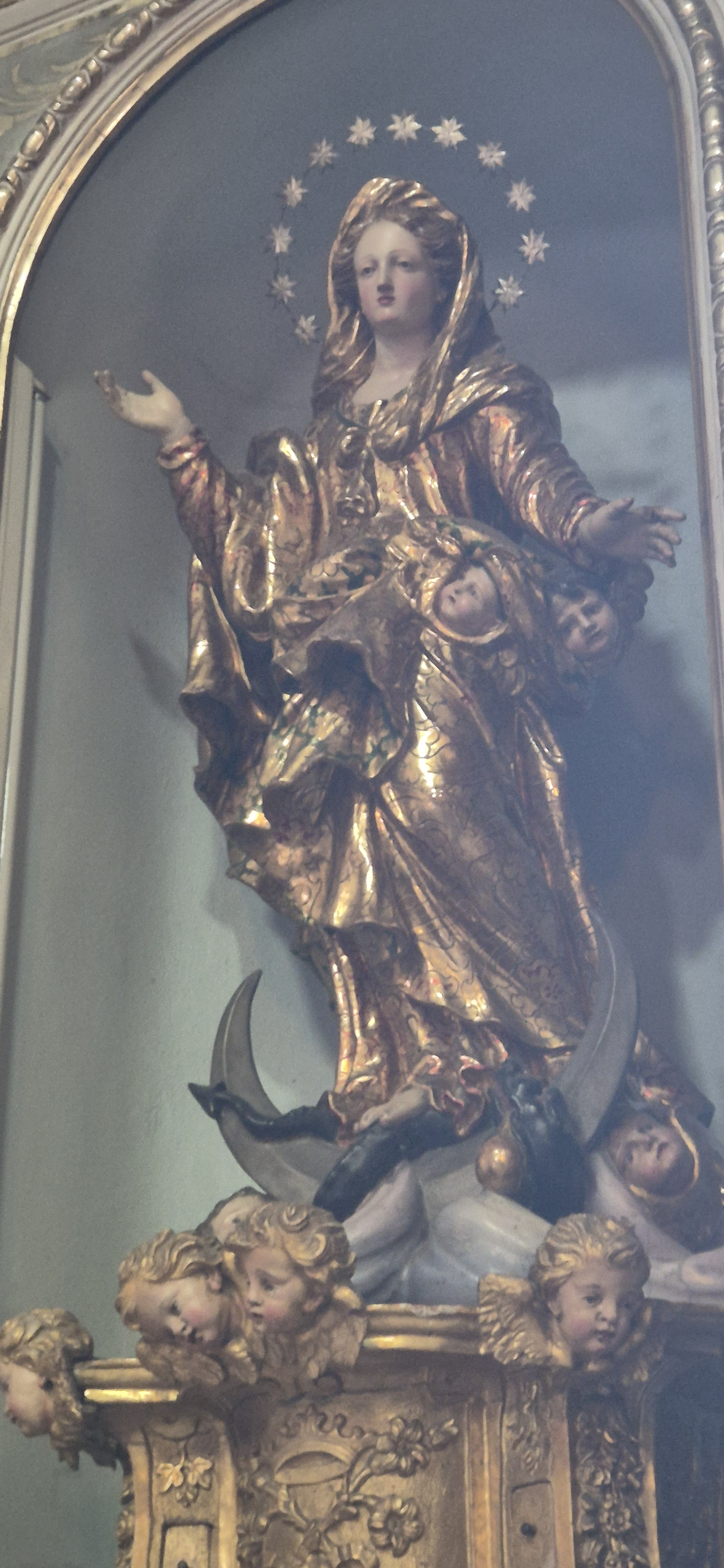
Statua lignea del 1688

Le cappelle laterali di sinistra, partendo dall'entrata, cominciano con quella dedicata all'Immacolata, che contiene la pregevole statua di legno policromo raffigurante la Madonna realizzata nel 1688 e proveniente dalla chiesa di San Rocco, inserita in un ricco altare barocco. Anche la cappella successiva è dedicata alla Madonna e contiene una piccola tela, di ambito cignanesco, raffigurante la Madonna delle Grazie. Nella terza cappella si trova una statua del Sacro Cuore, mentre la quarta, dedicata a San Giuseppe, contiene una statua settecentesca del santo e decorazioni con storie della sua vita dipinte da Mario Pesarini negli anni del dopoguerra. Sempre dello stesso periodo è l'ambiente adiacente al presbiterio, dedicato alla Madonna di Fatima, che contiene un dipinto con l'Annunciazione.

#### Il crocifisso

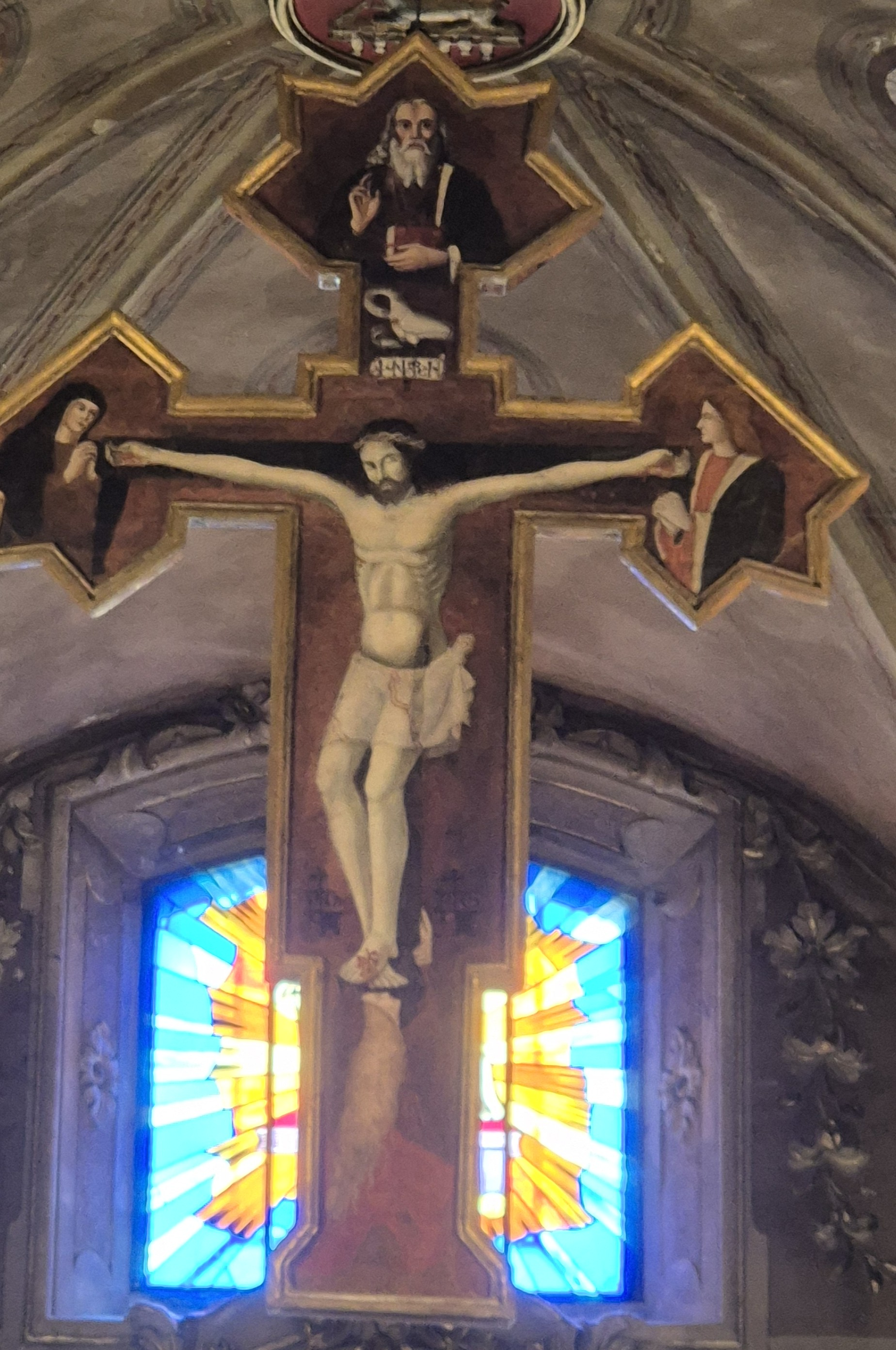
Crocifisso ligneo del XV secolo

Il crocifisso fino agli anni '70 del Novecento si trovava esposto in una cappella laterale, ma viene poi spostato sull'altare maggiore in seguito ai restauri. Una stampa a bulino che riproduce il crocifisso, risalente al Settecento, lo dice contenuto nella chiesa di Sant'Andrea di Meldola e appartenente alla nobile famiglia Ginanni di Ravenna. Quindi la tavola sarebbe stata spostata in momento non definito da una chiesa all'altra. Si tratta di un'opera di ambito romagnolo del XV secolo che risale alla prima fase della chiesa, quando ancora non aveva impianto barocco. Si tratta di una tempera su tavola di pioppo, sagomata, di 240x163. La cornice è stata interamente sostituita con i restauri. In origine il fondo doveva essere dorato, come testimoniano alcune piccolissime tracce sul rosso del bolo rimasto in evidenza dopo la rimozione dell'oro. Le figure sono staccate da fondo in maniera evidente e si identifica l'incisione mediante cui sono state realizzate e che le divideva dalla doratura. Per conferire effetti decorativi sono stati usati quattro punzoni, tre a punta e uno circolare, di cui restano evidenze nelle aureole, nella figura del Padreterno e della Madonna e nello sfondo. Le sigle all'altezza dei piedi di Cristo si riferiscono alla committenza.
Cristo è raffigurato secondo la tipologia del Christus Patiens, con il capo leggermente reclinato e le ferite evidenti. L'anatomia è schematizzata, ma presenta tentativi di dare una volumetria con il chiaroscuro e notevole è la scelta di conferire una certa trasparenza al drappo mediante cui si intravede la carne. Ai lato del Cristo, a mezzobusto, ma non in sezioni separate, si trovano Maria e Giovanni, entrambi composti nel dolore e vestiti con abiti scuri. Essi sono inseriti all'interno della cornice sagomata. Ai piedi della croce, adattata alla forma, si trova la figura di Maddalena, riconoscibile dall'atteggiamento di dolore più marcato, dai capelli biondi sciolti e dalla veste rossa. In cima di trova la figura del Padreterno benedicente con in mano un libro, sotto cui si vede la rappresentazione del pellicano che si sta squarciando il petto con il becco; secondo la tradizione, infatti, esso si sacrifica per nutrire i propri figli e pertanto viene utilizzato come simbolo cristologico.

##### Il Beato Andrea da Meldola

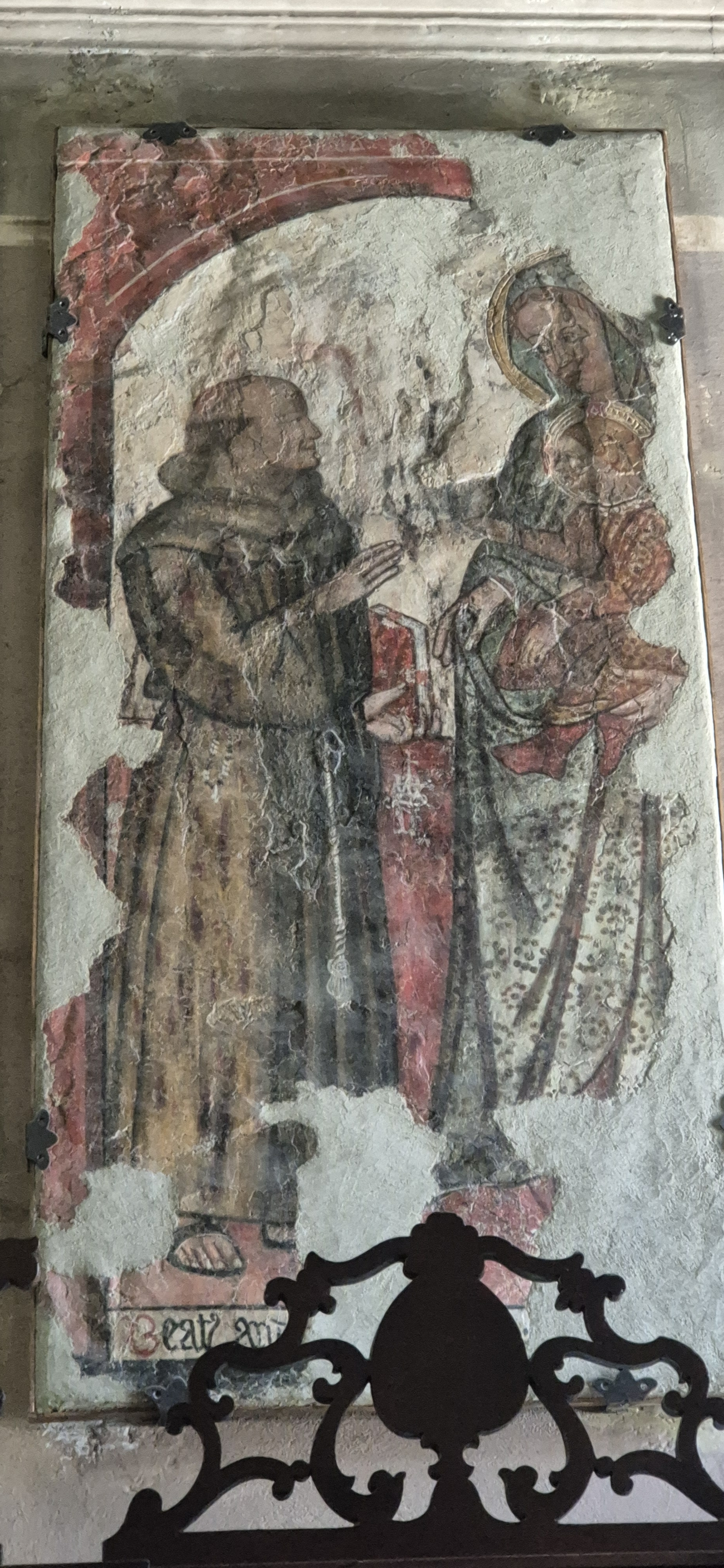
Affresco strappato che raffigura il beato Andrea da Meldola

Nel pilastro della prima cappella a sinistra si trovava un'immagine raffigurante il beato Andrea da Meldola davanti alla Madonna. Questo affresco, scialbato con i rifacimenti secenteschi, è stato recuperato e trasferito su nuovo supporto e poi collocato all'interno della cappella.
L'identificazione del personaggio è sicura, data la scritta in caratteri gotici sottostanti che lo definisce. Essendo religioso dell'Ordine Minore francescano, Andrea viene mostrato con il saio e la tonsura, in atteggiamento orante di fronte alla Madonna con il Bambino. Il beato e il Bambino sono di profilo, mentre Maria di tre quarti. In contrasto con il saio la Maria e Gesù indossano vestiti ricchi e hanno aureole preziose.